# پخش زنده جرایم
پخش زنده جرایم پدیده ای است که در آن مردم به پخش زنده جرم و جنایات یا اعمال مجرمانه می‌پردازند. با توجه به این واقعیت که انتشار در رسانه‌های اجتماعی با هدف مشاهده مطالب منتشر شده توسط دیگران انجام می‌شود، محافظت از حریم خصوصی قربانیان یا افراد درگیر اغلب غیرممکن است.

## تاریخچه
در آوریل ۲۰۱۶، مارینا لونینا، ۱۸ ساله؛ و ریموند گیتس، ۲۹ ساله، در اوهایو، ایالات متحده به اتهام تجاوز به یکی از دوستان زیر سن قانونی لونینا در حالی که لونینا جنایت را در پریسکوپ پخش می‌کرد، دستگیر شدند. دادستان خاطرنشان کرد که لونینا، که توسط یک مرد بسیار مسن تر مورد سوء استفاده قرار گرفته بود، در هیجان از تعداد " لایک"‌هایی که دریافت می‌کرد، "گیر" کرده بود و در صفحه نمایش "در حال خنده و قهقهه" نشان داده می‌شود. جاس رایت از مؤسسه اینترنت آکسفورد خاطرنشان کرد که با توجه به «حجم محتوایی که هر روز ایجاد و بارگذاری می‌شود، تقریباً هیچ راه عملی برای جلوگیری از بارگذاری و اشتراک گذاری محتوایی مانند این وجود ندارد».
در ماه مه، نیویورک تایمز تجاوز به عنف پریسکوپ اوهایو را به عنوان یکی از مجموعه‌ای از موارد اخیر که در آن جنایات به صورت زنده پخش می‌شد، اضافه کرد. از جمله مواردی که در آن زن جوانی در اگلی فرانسه از طریق پریسکوپ در مورد ناراحتی و افکار خودکشی خود صحبت می‌کند و ظاهراً بینندگان تشویق می‌شوند تا خود را بکشند، سپس او با پرتاب خود زیر قطار این کار را انجام می‌دهد. همچنین موردی شامل دو نوجوانی بود که در یک بار در بوردو، فرانسه، درحالی که یک مرد مست را می‌زنند و می‌خندند، ویدیوی آن را به صورت زنده برای مخاطبان پخش می‌کنند.

## انواع

### قاچاق جنسی سایبری
قاچاق جنسی سایبری که به عنوان جریان زنده سوء استفاده جنسی نیز شناخته می‌شود، شامل قاچاق جنسی و پخش زنده آزار جنسی اجباری یا تجاوز جنسی در وب کم است. قربانیان ربوده می‌شوند، مورد تهدید یا فریب قرار می‌گیرند و به «آشیانه‌های سکس سایبری» منتقل می‌شوند. آشیانه‌ها می‌توانند در هر مکانی که قاچاقچیان جنسی سایبری کامپیوتر، تبلت یا تلفن با اتصال به اینترنت داشته باشند. قرار داشته باشند.
مجرمان از شبکه‌های رسانه‌های اجتماعی، کنفرانس‌های ویدئویی، وب‌سایت‌های اشتراک‌گذاری ویدئوهای پورنوگرافی اینترنتی، خدمات دوست‌یابی برخط، اتاق‌های گفتگوی آنلاین، برنامه‌ها، دارک وب، و دیگر پلتفرم‌ها استفاده می‌کنند. آنها از سامانه پرداخت تجارت الکترونیک و ارزهای دیجیتال برای پنهان کردن هویت خود استفاده می‌کنند. سالانه میلیون‌ها گزارش از وقوع آن به مقامات ارسال می‌شود. قوانین جدید و رویه‌های پلیسی برای مبارزه با این نوع جرایم سایبری مورد نیاز است.

## موارد

### ۲۰۰۸
- ۸ ژوئن: یک شاهد به‌طور زنده جریان قتل‌عام آکیهابارا را در یواِستریم پخش کرد و ۲۰۰۰ بیننده جذب کرد. یک کاربر دیگر نیز از «یواستریم» برای پخش زنده پیامدهای قتل‌عام، از جمله پلیس و واکنش عمومی استفاده کرد.[۲۴]

### ۲۰۱۶
- ۱ اوت: کورین گینز از رندلزتاون، مریلند اقدامات خود را در فیسبوک و اینستاگرام به صورت زنده پخش کرد، او در حالی که در برابر دستگیری مقاومت کرد و درگیری مسلحانه با پلیس را آغاز کرد، که با شلیک مرگبار کورین گینز به قتل رسید و پسر ۵ ساله او زخمی شد و آسیب‌هایی به صورت و بازویش بر اثر گلوله‌های گلوله‌های سرگردان دید.[۲۵][۲۶]

### ۲۰۱۷
- ۳ ژانویه: یک حادثه شکنجه در شیکاگو، که در آن یک مرد سفیدپوست معلول ذهنی ۱۸ ساله در شیکاگو، ایلینوی، ایالات متحده توسط چهار فرد سیاه‌پوست (دو مرد و دو زن) به صورت فیزیکی و کلامی آزار داده شد، فیلمبرداری شد. شکنجه به وسیله یکی از زنان در فیسبوک به صورت زنده پخش شد و جنجال گسترده‌ای به راه انداخت.[۲۷]
- اوایل ژانویه: یک زن آمریکایی کودک نوپای خود را به دیوار چسباند و آن را به صورت زنده در فیسبوک لایو پخش کرد.[۲۸]
- ۲۱ ژانویه: در اوپسالا، سوئد، دو مهاجر افغان و یک شهروند سوئدی تجاوز گروهی به یک زن را در فیس بوک پخش کردند.[۲۹]
- ۲۴ آوریل: یک مرد تایلندی دختر نوزاد خود را قبل از خودکشی به قتل رساند.[۳۰]

### ۲۰۱۸
- ۲۶ اوت: یک مرد مسلح در جریان مسابقات بازی‌های ویدئویی به ۱۲ نفر شلیک کرد و دو نفر را کشت. این تیراندازی توسط جریان توییچ استریم به صورت زنده پخش شد.[۳۱]

### ۲۰۱۹
- ۱۵ مارس: دو تیراندازی دسته جمعی در مسجد النور و مرکز اسلامی لینوود در کرایست چرچ نیوزلند[۳۲] رخ داد که در آن ۵۱ نفر توسط برنتون هریسون تارانت ۲۸ ساله کشته و ۴۰ نفر زخمی شدند. اولین حمله به مدت ۱۷ دقیقه توسط تیرانداز در فیسبوک لایو پخش شد و جاسیندا آردرن نخست‌وزیر وقت آن را «یکی از تاریک‌ترین روزهای تاریخ نیوزلند» توصیف کرد.[۳۳] پس از این تیراندازی‌ها، فیس بوک محدودیت‌هایی را در فیس بوک لایو برای افرادی که مطالب خشونت‌آمیز افراطی را منتشر می‌کردند، اعلام کرد.[۳۴]
- ۲۲ مارس: ولاد کریستین ارمیا، ۲۶ ساله، یک کشیش کاتولیک ۷۷ ساله، پدر کلود گرو را در سخنرانی سنت جوزف در مونترال، کبک، کانادا، چاقو زد و در یک پخش زنده توسط تلویزیون Salt + Light دستگیر شد.[۳۵]
- ۹ اکتبر: استفان بالیه در نزدیکی یک کنیسه و رستوران کباب در هاله، زاکسن-آنهالت، آلمان تیراندازی کرد که منجر به کشته شدن دو نفر و زخمی شدن دو نفر دیگر شد. این حمله به صورت زنده در توییچ پخش شد.[۳۶]
- ۲۹ دسامبر: کیت توماس کینونن در کلیسای آزادراه غربی مسیح در وایت ستلمنت، تگزاس، ایالات متحده به دو نفر تیراندازی کرد و سپس توسط یکی از اعضای مسلح جماعت (حضار در کلیسا) مورد اصابت گلوله قرار گرفت و کشته شد. تیراندازی به صورت زنده در یوتیوب پخش شد زیرا کلیسا خدمات خود را به صورت زنده پخش می‌کرد.[۳۷]

### ۲۰۲۰
- ۸ فوریه: گروهبان جکراپانت توما، سرباز ارتش پادشاهی تایلند، در یک تیراندازی دسته جمعی در تایلند، ۳۰ نفر را کشت و ۵۷ نفر را زخمی کرد. بخشی از تیراندازی در مرکز خرید ترمینال ۲۱ کورات به صورت زنده توسط مجرم در فیسبوک لایو پخش شد.[۳۸][۳۹][۴۰]
- ۲۰ مه: آرماندو «جونیور» هرناندز، جوانی ۲۰ ساله، حمله خود را در منطقه سرگرمی وستگیت در گلندیل، آریزونا، ایالات متحده به صورت زنده در اسنپ‌چت پخش کرد. در این حمله سه نفر زخمی شدند.[۴۱]
- ۲۶ مه: مردی در استمفورد، کانکتیکات، خود را به صورت زنده در اینستاگرام روی پل هوایی بزرگراه پخش کرد و گفت که فکر می‌کند مردم او را دنبال می‌کنند. او سپس شروع به تیراندازی به خودروهای عبوری در جاده پایین کرد.[۴۲]
- ۸ نوامبر: یک مرد ۲۳ ساله، در حین پخش زنده در فیسبوک، دوست دختر خود را در خانه‌اش به قتل رساند. کمی قبل از پخش زنده، مرد همچنین پدربزرگ زن را نیز به قتل رسانده بود.[۴۳]

### ۲۰۲۱
- ۶ ژانویه: شخصیت راست افراطی، آنتیم گیونت که بیشتر با نام "Baked Alaska" شناخته می‌شود، در یورش ۲۰۲۱ به کاخ کنگره ایالات متحده شرکت کرد و این رویداد را به صورت زنده در دی‌لایو پخش کرد.[۴۴][۴۵]
- ۲۳ مارس: احمد العلیوی آل عیسی (یا علیسا)، ۲۱ ساله، در تیراندازی دسته جمعی در بولدر، کلرادو، ایالات متحده، ۱۰ نفر را به ضرب گلوله به قتل رساند. بخشی از تیراندازی در سوپرمارکت کینگ سوپرز توسط یکی از تماشاگران در یوتیوب پخش شد.[۴۶]
- ۱۹ اوت: یک دانش آموز ۱۵ ساله خود را از طریق توییچ به صورت زنده پخش کرد و با چاقو یکی از اعضای هیئت علمی مدرسه راهنمایی خود در اسلوف، سوئد را زخمی کرد. مهاجم از دوربینی که روی کلاه خود نصب شده بود برای پخش زنده حمله استفاده کرد و از لباس محافظتی مشابه برنتون تارانت استفاده کرد که در مانیفست خود از او نقل قول کرده بود.[۴۷][۴۸][۴۹]
- ۲۰ اوت: آیدان اینگالز ۱۹ ساله مردی را در اسکله ساوت هاون در ساوت هاون میشیگان به ضرب گلوله به قتل رساند و همسرش را به شدت مجروح کرد. اینگالز سپس تیراندازی خود را به سمت مسافران در ساحل، قایق و یک جت اسکی نشانه رفت. اینگالز تمام شلیک‌های خود به سمت آنها را اشتباه زد، اما قبل از اینکه اسلحه را در نیمه پایین اسکله به سمت خود بچرخاند جت اسکی را زد. کل تصویربرداری حدود یک دقیقه طول کشید و در دوربین WWMT که در حال پخش زنده در یوتیوب بود، ضبط شد. کلیپ از جریان از آن زمان از اینترنت پاک شده‌است.

### ۲۰۲۲
- ۱۵ ژانویه: مالک فیصل اکرم چندین نفر را در جماعت بث اسرائیل، یک کنیسه یهودی در کولی ویل، تگزاس، ایالات متحده گروگان گرفت. بخشی از گروگانگیری در حساب فیس بوک کنیسه به صورت زنده پخش شد.[۵۰]
- ۱۴ مه: پیتون اس. ژاندرون در حین پخش زنده تیراندازی در توییچ، در داخل و در پارکینگ بازارهای تاپس فرندلی در بوفالو، نیویورک، ایالات متحده ، ۱۰ نفر را کشت و ۳ نفر را مجروح کرد. ۱۱ نفر از ۱۳ نفری که به سمت آنها تیراندازی شد سیاه‌پوست و ۲ نفر دیگر سفیدپوست بودند.[۵۱]
- ۲۴ ژوئیه: کشیش ساکن بروکلین، لامور وایتهد و همسرش، در جریان یک مراسم کلیسا که به صورت زنده پخش می‌شد، جواهراتی به ارزش بیش از ۱٬۰۰۰٬۰۰۰ دلار را به سرقت بردند.[۵۲]
- ۷ سپتامبر: در جریان تیراندازی در ممفیس، تنسی، ازکیل کلی، یک جوان ۱۹ ساله، در فیسبوک لایو وارد فروشگاه اتوزون شد و یک کارمند را به شدت مجروح کرد.[۵۳]

### ۲۰۲۳
- ۱۰ آوریل: یک مرد ۲۵ ساله در اینستاگرام به صورت زنده تیراندازی کرد و در یک بانکی که قبلاً درلوئیزویل، کنتاکی کار می‌کرد، پنج نفر را کشت و هشت نفر دیگر را زخمی کرد و سپس توسط پلیس کشته شد.[۵۴]
- ۱۱ اوت: مردی بوسنیایی به صورت زنده در اینستاگرام به همسر سابق و دو نفر دیگر در شهر گراداچاتس شلیک کرد و او را کشت. او همچنین یک افسر پلیس و دو نفر دیگر را زخمی کرد و سپس خودکشی کرد.[۵۵]